# Malaltia de Tangier
La malaltia de Tangier és una malaltia hereditària rara que afecta directament al metabolisme del colesterol i és principalment caracteritzada per un increment de concentració de triacilglicerols i una davallada important de HDL (lipoproteïnes d'alta densitat) en sang. Les HDL són també conegudes com a “colesterol bo”, ja que una alta quantitat d'aquesta partícula redueix les oportunitats de desenvolupar atacs cardíacs i problemes cardiovasculars com ara l'obstrucció de les venes i artèries.

## Història de la malaltia
El 1959, un pacient de 5 anys anomenat Teddy Laird de l'illa de Tangier, Virginia, presentava les amígdales grans i de color groc-ataronjat. Després de ser diagnosticat amb la malaltia de Niemann-Pick va ser traslladat a l'Institut Nacional del Càncer. Llavors el cap del departament de les Malalties Moleculars, Donald Fredrickson, va informar-se sobre el cas i va tenir el pressentiment que el diagnòstic inicial era incorrecte. El 1960 ell va decidir viatjar amb el Dr Avioli, encarregat del cas, a les Illes Tangier, per investigar més sobre la malaltia.
Quan ell va arribar allà, va començar a analitzar a tothom que es trobava a l'illa i va trobar només una persona amb els mateixos símptomes: la germana del Teddy. Aquest fet el va fer pensar que probablement es devia a una condició genètica. Així va decidir analitzar la composició de la sang dels germans i va descobrir que tenien uns baixos nivells de HDL a la sang. A més, els pares també tenien concentracions diferents de HDL que no concordaven amb les normals, sinó que eren una mica més baixes; tot i així no presentaven cap símptoma.
Després d'això, Fredrickson va establir una relació entre les lleis de Mendel i la malaltia dels nins: cada un havia heretat dos gens recessius provinents dels pares i conseqüentment, ells havien tingut la malaltia i havien presentat els símptomes. Per contra, els pares només tenien un gen i per aquesta raó no manifestaven símptomes.
D'acord amb el lloc on es va descobrir aquesta malaltia, les Illes Tangier, Fredrickson va decidir anomenar a aquesta malaltia “la malaltia de Tangier”.
Actualment només hem estat informats d'uns 40 pacients de la malaltia de Tangier, encara que es pot dir amb seguretat que hi ha hagut més casos que encara no s'han diagnosticat en tot el món.

## Etiologia
Les causes d'aquesta malaltia són principalment genètiques, ja que és deguda a les mutacions que pateix un gen concret, que indueixen a un consum excessiu de les HDL per macròfags perifèrics subendotelials, la qual cosa talla la via de transport invers del colesterol per aquestes cèl·lules.
Aquest procés implica la internalització de les HDL, captació del colesterol esterificat cel·lular i secreció de nou a l'exterior. En la malaltia de Tangier, els macròfags sembla que capten les HDL amb gran eficàcia i les internalitzen normalment però les degraden en els lisosomes en comptes de tornar a secretar-les un cop enriquides amb el colesterol cel·lular. Per això els macròfags es carreguen de colesterol i les HDL són molt escasses en plasma.

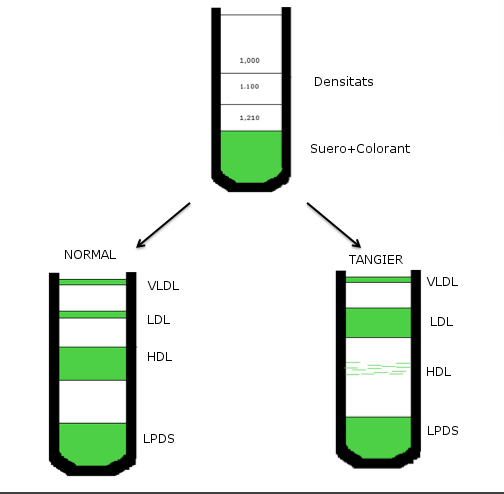
Proporció de les lipoproteïnes en sèrum

 Schmitz i col. van descobrir un receptor específic de l'HDL en macròfags de rata i en monòcits humans. A més també es van dir que la interacció de l'HDL amb les cèl·lules perifèriques es produeix per endocitosi mitjançant receptors. Després de formar-se la vesícula el complex HDL-receptor és internalitzat de manera semblant com ocorre amb l'LDL. Posteriorment la vesícula es fusiona amb els endosomes. A partir d'aquí els receptors i els HDL se separen i aquests primers es reciclen a partir d'endosomes de reciclatge i tornen a la superfície cel·lular. L'HDL, en canvi, és transportat fins a interaccionar amb gotes lipídiques que contenen ésters de colesterol i finalment són resecretats al l'exterior.
Aquest procés no és del tot igual en malalts de Tangier, ja que l'HDL presenta major unió al seu receptor, i una vegada ja dins la cèl·lula l'HDL es troba fonamentalment en els lisosomes on és degradat i en molt petita proporció re-secretat.
S'han trobat mutacions en el gen ABCA1, que codifica la proteïna CERP, en pacients amb aquesta malaltia. Es tracta d'una proteïna implicada en el transport de colesterol des de l'interior cel·lular cap a les proteïnes de membrana les quals el cedeixen a les HDL. Els defectes en aquesta proteïna podrien contribuir a explicar la patogènesi d'aquesta malaltia.
És a dir, Els individus que pateixen la malaltia de Tangier presenten baixos nivells d'HDL en sang a causa de les mutacions aleatòries que afecten específicament a aquest gen ABCA1, el qual sabem que és expressat als hepatòcits i les mutacions que pateix afecten al procés de transport invers del colesterol. Una prova que podria servir per a comparar la diferència de proporcions de lipoproteïnes en el sèrum sangini d'individus sans amb individus amb malaltia de Tangier seria ultra-centrifugant els seus sèrums. D'aquesta manera s'observaria en la mostra d'un individu amb malaltia de Tangier una absència quasi total de lipoproteïnes d'alta densitat (HDL) i una lleugera diferència en les proporcions de LDL, tal com podem observar a la imatge de l'esquerra.

### Via metabòlica afectada: el transport invers del colesterol
El procés de transport del colesterol normal va des dels teixits cap al fetge i seguidament hi ha un procés invers d'aquest colesterol, el qual es veu afectat. El procés comença quan les HDL proteïnes capten el colesterol dels teixits perifèrics d'òrgans com el fetge o l'intestí, a través de monòcits derivats o macròfags que es troben als espais sub-endotelials d'aquests teixits. Aquests macròfags agafen les lipoproteïnes HDL naixents que i les lipidifiquen unint-se a una partícula anomenada apoA-I gràcies a la interacció de la “ATP-binding cassette transport” una proteïna codificada pels gens mutats ABCA1 causants de la malaltia. Les HDLs naixents també es coneixen com a pre-β HDLs.

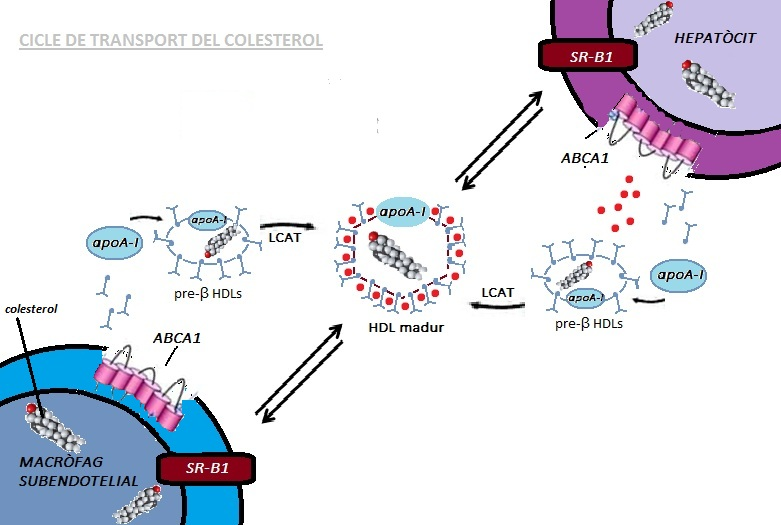
Via metabòlica del transport invers del colesterol

#### Apoproteïnes que intervenen en les HDL
| APOPROTEÏNES                                       | LIPOPROTEÏNA ASSOCIADA        | FUNCIÓ I INTERVENCIÓ EN LES HDL |
| -------------------------------------------------- | ----------------------------- | --- |
| apoA-I                                             | Quilomicrons i HDL            | És la proteïna principal de les HDL, lliguen l'ABCA1 als macròfags, té propietats antioxidants en les proteïnes de les HDL, activen els enzims LCAT                                                   |
| apoA-II                                            | Quilomicrons i HDL            | Fonamentalment la trobem a les HDL i ajuden a millorar l'activitat de la lipasa hepàtica |
| apoC-III                                           | Quilomicrons, VLDL, IDL i HDL | Inhibeixen lipoproteïnes lipases, ajuden a millorar el catabolisme de les HDL, milloren l'adhesió dels monòcits a les cèl·lules endotelials vasculars i activen senyals inflamatòries                 |
| apoD                                               | HDL                           | Es troba molt pròxima i associada a les LCAT |
| Proteïna de transferencia de l'èster al colesterol | HDL                           | Glicoproteïnes plasmàtiques secreten HDL primerenques des del fetge I són associades amb transportadors de colesterils esterificats de les HDL cap a les LDL i les VDL intercanviant triacilglicerols |

L'apoA-I és un factor antioxidant i antiaterogènic de les HDL. És una partícula molt important que participa en el procés invers de transport del colesterol, i la seva funció principal és d'eliminar fosfolípids oxidats de les LDL oxidades (oxLDLs). El colesterol lliure que s'ha transmès a través de l'acció dels gens ABCA1 incloent la interacció de les apoA-I, és esterificat posteriorment gràcies a l'acció de les HDL associades a LCAT.
Aquesta molècula LCAT (“Lecithin-cholesterol acyltransferase”) és un tipus d'enzim lligat a les lipoproteïnes d'alta i baixa densitat que trobem al plasma de la sang, la funció del qual és de convertir el colesterol lliure captat per les apoA-I en colesteril, la forma esterificada del colesterol. Aquest procés d'esterificació que duen a terme les LCAT no seria possible sense la interacció de les apoA-I presents a la superfície de les HDL. Tota partícula de colesterol esterificada per la via metabòlica de les LCAT són introduïdes a l'interior de les pre-β HDL reconegudes pel seu alt hidrofobisme. Aquestes HDL van sent sotmeses i van patint processos de maduració els quals consisteixen a obtenir reestructurar-se de forma més llarga i esfèrica. Les HDL van transformant-se a HDL₂ i HDL₃.

## Herència de la malaltia
La malaltia de Tangier és una malaltia genètica caracteritzada per seguir un 'patró herditari autosòmic i recessiu'. Les famílies o llinatges on es segrega una característica autosòmica recessiva presenten un arbre genealògic característic en el qual es caracteritza per casos on els individus que expressen la malaltia no solen tenir pares afectats. Tots dos progenitors han de tenir el gen de la malaltia en el seu genotip encara que no l'expressin, ja que en ser recessiu només s'expressa quan el fill ha heretat el gen afectat del pare i el gen afectat de la mare.

Però hi ha diverses possibilitats d'encreuament, ja que els genotips dels pares poden presentar o no aquest gen mutat. Les múltiples combinacions que hi poden haver són: 
- Dos pares portadors no afectats per la malaltia, tal com hem explicat anteriorment.
- Quan els progenitors d'un individu són de la forma on un dels dos és homozigòtic recessiu (tt - afectat per Tangier)i l'altre és homozigòtic dominant (TT - no afectat per Tangier), cap dels fills podrà sortir afectat per la malaltia, però si que seran descendents portadors de la malaltia (Tt).
- Quan es creuen un individu afectat (tt) i un altre progenitor no afectat però portador de la malaltia (Tt), hi ha un 50% de probabilitat que un descendent estigui afectat, i la resta resulten portadors però sense heretar l'afecció.

Aquest patró d'herència sol evitar que els individus afectats tinguin fills malalts, i això comporta a que moltes vegades la malaltia pot saltar-te generacions sense aparèixer ni un sol indici d'aquesta en cap individu, i més en els casos tan estranys com és la malaltia de Tangier la qual depèn de la mutació o no mutació d'un gen concret.
També és cert, per altra banda, és que els individus afectats són usualment homozigòtics (TT o tt) i això comporta a un risc del 100% en cada intent reproductiu que el seu fill hereti el gen en forma portadora independentment del sexe d'aquests.

## Símptomes de la malaltia
Els malalts amb malaltia de Tangier tenen normalment dipòsits de colesterol en les cèl·lules reticuloendotelials (Amígdales faríngies o fol·licles limfàtics, tim, braç, ganglis limfàtics, medul·la òssia, fetge, còrnia, pulmons i la pell de la vesícula biliar). Aquest dipòsits de colesterol són els causants de tots els símptomes que genera la malaltia:
- Símptomes morfològics

- Hepatomegàlia.
- Esplenomegàlia.
- Amígdales grans de color taronja o groguenques a causa dels dipòsits en el teixit limfàtic de colesterol ric en carotens.

- Símptomes de la visió

- Retinosi pigmentària.

- Símptomes cardiovasculars

- Risc de presentar problemes cardiovasculars com infart agut de miocardi, accident cerebrovascular.
- Es produeix major risc d'arterioesclerosi, amb manifestacions de cardiopatia coronaria precoç.
- Els individus heterozigots encara que tenen el HDL-colesterol, l'Apo AI i l'Apo AII normals i són asimptomàtics també poden patir cardiopaties coronàries precoces.

El risc de malaltia arterioescleròtica prematura, és menor del que cabria esperar pels baixos nivells de HDL-C i apoA-I. Aquest fet s'atribueix a una protecció parcial pes nivells també disminuïts de LDL-C3.
- Símptomes neurològics

- En més de la mitat dels casos de Tangier pateixen mono o poli neuropaties amb reflexes disminuïts o absents i alteracions sensorials. Consisteixen en una pèrdua generalitzada de la sensibilitat, el dolor i la temperatura poden dissociar-se, tenir parestèsies i rarament atacs de dolor punxant i amb debilitat muscular.

L'acumulació de lípids en les beines nervioses són responsables dels símptomes neurològics.
- Símptomes hematològics

- Trombocitopènia.
- Disminució de la resistència osmòtica.
- Estomatòcits.
- Es produeix un intercanvi descontrolat de substàncies i té com a conseqüència la pèrdua de la funcionalitat cel·lular.

## Diagnòstic clínic
Com s'ha dit anteriorment les amígdales de color ataronjat són clars indicador de la malaltia però, com és freqüent que les amígdales hagin estat extirpades en el moment de l'avaluació, no ens és sempre útil. Un altre indicadors són els nivells de colesterol en plasma que en malalts de Tangier estan per sota de 120mg/ml, amb triacilglicerols normals o lleugerament elevats.
La identificació de mutacions en el gen ABCA1 reforça aquest diagnòstic, però l'absència no l'exclou, donada la seva gran varietat genètica.
El quadre clínic que és clau pel diagnòstic del Tangier són reduccions importants de colesterol HDL, apoA-I i apoA-II (<2-5% del normal).

## Tractament
Normalment el tractament per als pacients de Tangier depèn dels símptomes dels pacients, per exemple, un pacient pot haver de ser sotmès a una operació de cor o se li poden extreure alguns òrgans. Alguns doctors han proposat utilitzar la teràpia gènica per aquesta malaltia però això és molt difícil perquè el gen específic que causa aquesta malaltia no té cap “error”. El problema es troba a l'interior de la cèl·lula, ja que aquesta ingesta massa HDL. Per aquesta raó, encara no s'ha trobat un tractament específic per aquesta malaltia, perquè encara s'està investigant sobre ella.
De totes maneres, es recomana que els malalts de Tangier segueixin una dieta baixa en grasses per tal de reduir el risc de cardiopaties cardiovasculars, i també que són sotmesos a una teràpia la qual substitueix els estrògens i lípids del malalt a partir d'alguns medicaments espeífics com ara: niacina, gemfibrosil i lovastatina, que permeten disminui el sèrum sanguini d'aquestes partícules.